# Assisi-Kredsen
Assisi-Kredsen er en økumenisk (fælleskirkelig) forening af mennesker i Danmark, som er interesseret i Frans af Assisi og den inspiration, som han kan give til at være kristen i nutiden.
Kredsen fremmer dette ved at holde en række møder og ved at arrangere rejser flere gange årligt til Assisi.

## Ekstern henvisning
- Assisi-Kredsens hjemmeside